# Loretta Lynn
Loretta Lynn (Butcher Hollow, Kentucky, 1932. április 14. – Hurricane Mills, Tennessee, 2022. október 4.) háromszoros Grammy-díjas amerikai countryénekesnő és dalszerző. A countryéneklés élenjáró énekesnője és dalszerzője az 1960-as és 1970-es években az amerikai énekesek példaképe volt.

## Rövid életrajza
Loretta a szénbányász Melvin Theodore Webb és felesége, Clara Marie Webb gyermekeként született, a Kentucky-beli Butcher Hollow-ban. 1948-ban, mindössze 15 évesen kötött házasságot Oliver Vanettával, aki akkor 21 esztendős volt. 
1948. november 26-án szülte meg első leánygyermekét, Betty Suet. Őket követte még három gyermek, Jack Benny 1949. december 7-én, Ernest Ray 1951. május 27-én és Clara Marie 1952. április 7-én, majd 1964. augusztus 6-án ikrei születtek, akik a Peggy Jean és a Patsy Eileen nevet kapták, és akik később The Lynns néven sikeres zenészek lettek. Lynn fiatalabb testvére, Cristal Gayle, ismert countryénekes lett unokatestvérével, Patty Loveless-szel együtt.
Önéletrajzi írásából sikeres film készült: Michael Apted A szénbányász lánya (1980) című alkotásában Lorettát Sissy Spacek formálta meg.

## Zenei pályája

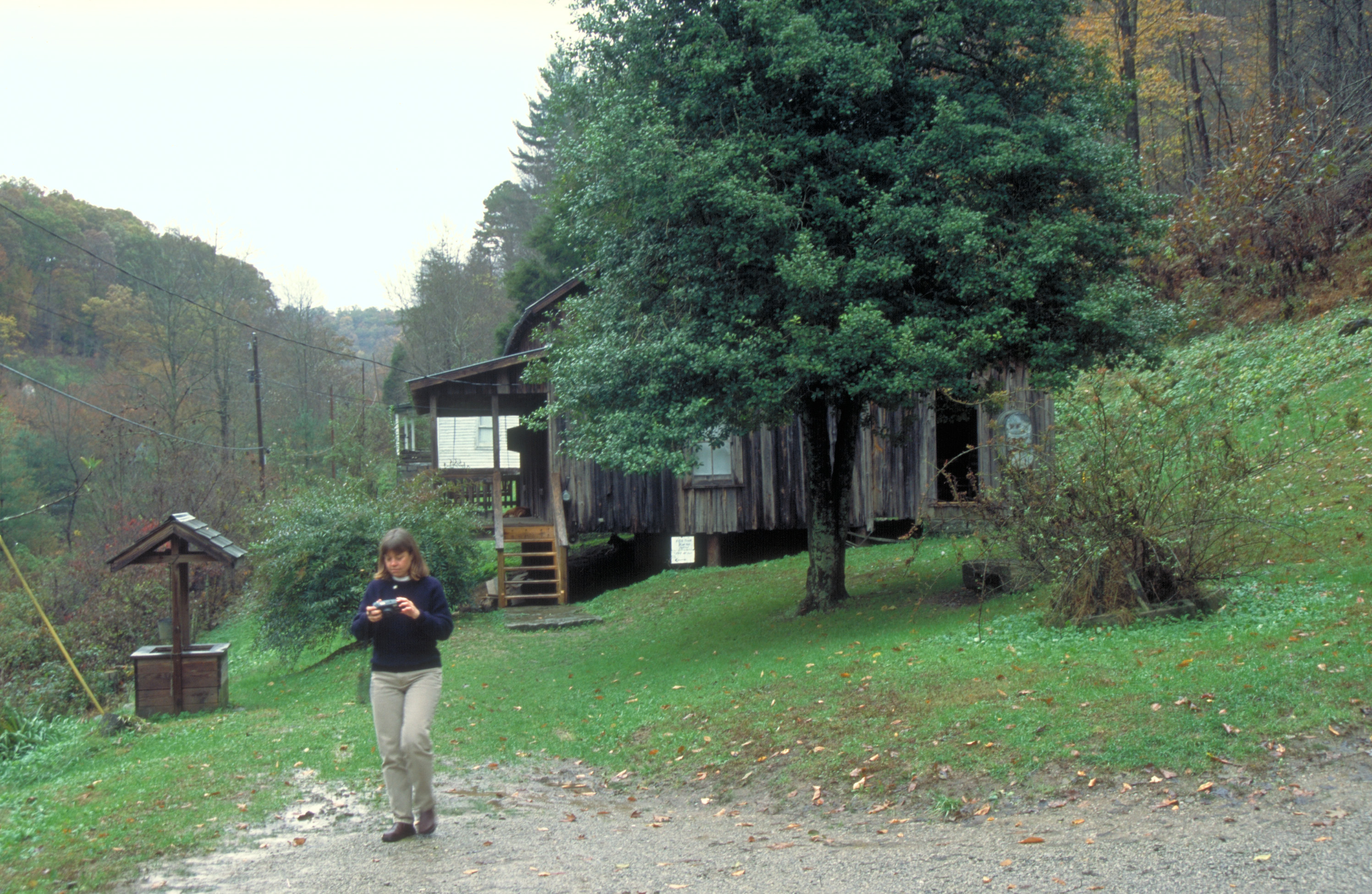
Loretta Lynn gyermekkori otthona

Loretta Lynn az „erős, független asszony” szerep élharcosa volt a countryzene keretein belül, és volt is hozzá joga, hiszen 15 évesen ment feleségül egy farmerhez és csak négy gyermek megszülése után tért az előadói pályára. 1967 és 1975 között volt a kreatív csúcson, de még úgy öt évig ontotta a sikereket, szólóban, duóban egyaránt (főként Conway Twitty volt a párja).
Énekesi karrierje 1961-ben kezdődött el. 1962-ben lépett fel először színpadon, a Grand Ole Opryban. Eddigi pályafutása során 70 albumot jelentetett meg, 17-szer ért el első helyezést, és 27 számmal  volt sikeres a slágerlistán. Több mint 160 dalnak volt a szerzője.
Az első  sikeres dala a 14. volt a Billboard kislemezlistáján. Szerzőpárjával, Conway Twittyvel 1971-ben kezdett el együtt dolgozni. 1972-ben ő volt az első nő a CMA Award Entertainer of the Year-on. A Countryzene Akadémiája az 1970-es évek-ben „Az évtized művésze” címmel ruházta fel.
2004-ben hosszú hallgatás után a Van Lear Rose című albumával tért vissza. Jack White és The White Stripesszel közösen munkálkodva.
1985 után már csak elvétve készített lemezt. Hosszasan ápolta beteg férjét, s annak halála után aztán visszatért, amiben Jack White-nak jelentős szerepe volt. Neki dedikálta a White Blood Cells című 2001-es White Stripes-kulcslemezt, Loretta Rated X című dalát is feldolgozta kislemez B-oldalnak, fellépett az énekesnő egyik koncertjén, s végül felajánlotta, hogy gitáros-hangszerelő-producerként is mellé áll. Nos, az így született Van Lear Rose kifejezetten zseniális lemez. Dalok, melyek az úttörő-feminista énekesnő keservben és vigadalomban gazdag éveit összegzik és e évek alatt felszedett bölcsesség jegyében íródtak. Tökéletes hangszerelésben, és előadásban szólnak – fiatal zenészek játszanak, akik klasszikus honky-tonkban (High On A Mountain Top) és tökös-rockos odalépésben is hibátlanok (Have Mercy). Néhány dal lényegében White Stripes-számnak hangzik, a hosszú instrumentális bevezetőjű, alkoholmámoros Portland Oregont Jack White-tal duóban énekli Loretta Lynn, a Little Red Shoes esetében pedig egyenesen White szerzeményét adja elő (spoken word minimál alapokon).
A lemez második fele már végképp az összegzésé Loretta Lynn a legjobb hangú country-asszony és ezt tudja is: „Azt kell, hogy mondjam: áldott voltam végig, és ez nem olyan rossz egy ilyen öreg Kentucky csirkének, azt hiszem.”

## Diszkográfia
- 1963: Loretta Lynn Sings
- 1964: Before I'm Over You
- 1965: Songs From My Heart
- 1965: Mr. And Mrs. Used To Be (Ernest Tubb)
- 1965: Blue Kentucky Girl
- 1965: Hymns
- 1966: I Like 'Em Country
- 1966: You Ain't Woman Enough
- 1966: Country Christmas
- 1967: Don't Come Home A-Drinkin' (With Lovin' On Your Mind)
- 1967: Singin' Again (Ernest Tubb)
- 1967: Singin' With Feelin
- 1968: Who Says God Is Dead
- 1968: Fist City
- 1968: Greatest Hits
- 1969: Your Squaw Is On The Warpath
- 1969: Woman Of The World/To Make A Man
- 1969: If We Put Our Heads Together (Ernest Tubb)
- 1970: Wings Upon Your Horns
- 1970: Loretta Lynn Writes 'Em And Sings 'Em
- 1970: Coal Miner's Daughter
- 1970: We Only Make Believe (Conway Twitty)
- 1970: I Wanna Be Free
- 1971: You're Lookin' At Country
- 1972: Lead Me On (Conway Twitty)
- 1972: One's On The Way
- 1972: God Bless America Again
- 1972: Here I Am Again
- 1973: Entertainer Of The Year
- 1973: Story (Ernest Tubb)
- 1973: Louisiana Woman, Mississippi Man (Conway Twitty)
- 1973: Love Is The Foundation
- 1974: Greatest Hits Volume 2
- 1974: Country Partners (Conway Twitty)
- 1974: They Don't Make 'Em Like My Daddy
- 1975: Back To The Country
- 1975: Feelin's (Conway Twitty)
- 1975: Home
- 1976: When The Tingle Becomes A Chill
- 1976: United Talent (Conway Twitty)
- 1976: Somebody Somewhere
- 1977: I Remember Patsy
- 1977: Dynamic Duo (Conway Twitty)
- 1978: Out Of My Head And Back In My Bed
- 1978: Honky Tonk Heroes (Conway Twitty)
- 1979: We've Come A Long Way Baby
- 1979: The Very Best Of Conway Twitty And Loretta Lynn (Conway Twitty)
- 1979: Diamond Duet (Conway Twitty)
- 1980: Loretta
- 1980: Lookin' Good
- 1981: Two's A Party (Conway Twitty)
- 1981: I Lie
- 1982: Making Love From Memory
- 1983: Lyin', Cheatin', Woman Chasin', Honky Tonkin', Whiskey Drinkin' you
- 1985: Just A Woman
- 1988: Who Was That Stranger
- 1988: Making Believe (Conway Twitty)
- 1993: Honky Tonk Angels
- 1994: Making More Memories
- 2000: Still Country
- 2004: Van Lear Rose

## Kitüntetései
| Év   | Kitüntetések                             | Kategóriák                                                                           |
| ---- | ---------------------------------------- | ------------------------------------------------------------------------------------ |
| 1967 | Country Music Association                | Female Vocalist of the Year                                                          |
| 1967 | Music City News Country                  | Female Artist of the Year                                                            |
| 1968 | Music City News Country                  | Female Artist of the Year                                                            |
| 1969 | Music City News Country                  | Female Artist of the Year                                                            |
| 1970 | Music City News Country                  | Female Artist of the Year                                                            |
| 1971 | Academy of Country Music                 | Top Female Vocalist                                                                  |
| 1971 | Academy of Country Music                 | Top Vocal Duet für "After the Fire Is Gone" (mit Conway Twitty)                      |
| 1971 | Grammy Awards                            | Best Country Performance Gesangsdou für "After the Fire Is Gone" (mit Conway Twitty) |
| 1971 | Music City News Country                  | Female Artist of the Year                                                            |
| 1971 | Music City News Country                  | Vocal Duet of the Year für "After the Fire Is Gone" (mit Conway Twitty)              |
| 1972 | Country Music Association                | Entertainer of the Year                                                              |
| 1972 | Country Music Association                | Female Vocalist of the Year                                                          |
| 1972 | Country Music Association                | Vocal Duo of the Year (mit Conway Twitty)                                            |
| 1972 | Music City News Country                  | Female Artist of the Year                                                            |
| 1972 | Music City News Country                  | Vocal Duet of the Year (mit Conway Twitty)                                           |
| 1973 | Academy of Country Music                 | Top Female Vocalist                                                                  |
| 1973 | Country Music Association                | Female Vocalist of the Year                                                          |
| 1973 | Country Music Association                | Vocal Duo of the Year (mit Conway Twitty)                                            |
| 1973 | Music City News Country                  | Female Artist of the Year                                                            |
| 1973 | Music City News Country                  | Vocal Duet of the Year (mit Conway Twitty)                                           |
| 1974 | Academy of Country Music                 | Top Female Vocalist                                                                  |
| 1974 | Academy of Country Music                 | Top Vocal Duet (mit Conway Twitty)                                                   |
| 1974 | Country Music Association                | Vocal Duo of the Year (mit Conway Twitty)                                            |
| 1974 | Music City News Country                  | Female Artist of the Year                                                            |
| 1974 | Music City News Country                  | Vocal Duet of the Year (mit Conway Twitty)                                           |
| 1975 | Academy of Country Music                 | Top Album of the Year                                                                |
| 1975 | Academy of Country Music                 | Entertainer of the Year                                                              |
| 1975 | Academy of Country Music                 | Top Female Vocalist                                                                  |
| 1975 | Academy of Country Music                 | Top Vocal Duet (mit Conway Twitty)                                                   |
| 1975 | American Music Awards                    | Favorite Country Band, Duo, or Group (mit Conway Twitty)                             |
| 1976 | Academy of Country Music                 | Top Vocal Duet                                                                       |
| 1976 | Music City News Country                  | Female Artist of the Year                                                            |
| 1976 | Music City News Country                  | Album of the Year                                                                    |
| 1976 | Music City News Country                  | Vocal Duet of the Year (mit Conway Twitty)                                           |
| 1977 | American Music Awards                    | Favorite Female Country Artist                                                       |
| 1977 | American Music Awards                    | Favorite Country Band, Duo, or Group (mit Conway Twitty)                             |
| 1978 | Music City News Country                  | Female Artist of the Year                                                            |
| 1977 | Music City News Country                  | Vocal Duet of the Year (mit Conway Twitty)                                           |
| 1978 | American Music Awards                    | Favorite Female Artist                                                               |
| 1978 | American Music Awards                    | Favrite Country Band, Duo, or Group (mit Conway Twitty)                              |
| 1978 | Music City News Country                  | Female Artist of the Year                                                            |
| 1978 | Music City News Country                  | Vocal Duet of the Year (mit Conway Twitty)                                           |
| 1980 | Music City News Country                  | Female Artist of the Year                                                            |
| 1980 | Music City News Country                  | Vocal Duet of the Year (mit Conway Twitty)                                           |
| 1981 | Music City News Country                  | Vocal Duet of the Year (mit Conway Twitty)                                           |
| 1986 | Music City News Country                  | Living Legend Award                                                                  |
| 1988 | Country Music Hall of Fame               | Aufnahme in die Country Music Hall of Fame                                           |
| 1997 | Grammy-díj                               | Hall of Fame Awards                                                                  |
| 2001 | VH1's 100 Greatest Women of Rock & Roll  | Platz 65                                                                             |
| 2002 | CMT's 40 Greatest Women of Country Music | Platz 3                                                                              |
| 2004 | Grammy-díj                               | Best Country Album für Van Lear Rose                                                 |
| 2004 | Grammy-díj                               | Best Country Collaboration Gesang (mit Jack White)                                   |
| 2005 | CMT díj                                  | Johnny Cash Visionary Award                                                          |

## Fordítás
- Ez a szócikk részben vagy egészben  a   Loretta Lynn című angol Wikipédia-szócikk fordításán alapul.  Az eredeti cikk szerkesztőit annak laptörténete sorolja fel. Ez a jelzés csupán a megfogalmazás eredetét és a szerzői jogokat jelzi, nem szolgál a cikkben szereplő információk forrásmegjelöléseként.
- Ez a szócikk részben vagy egészben  a   Loretta Lynn című német Wikipédia-szócikk fordításán alapul.  Az eredeti cikk szerkesztőit annak laptörténete sorolja fel. Ez a jelzés csupán a megfogalmazás eredetét és a szerzői jogokat jelzi, nem szolgál a cikkben szereplő információk forrásmegjelöléseként.